# Georg Herwegh

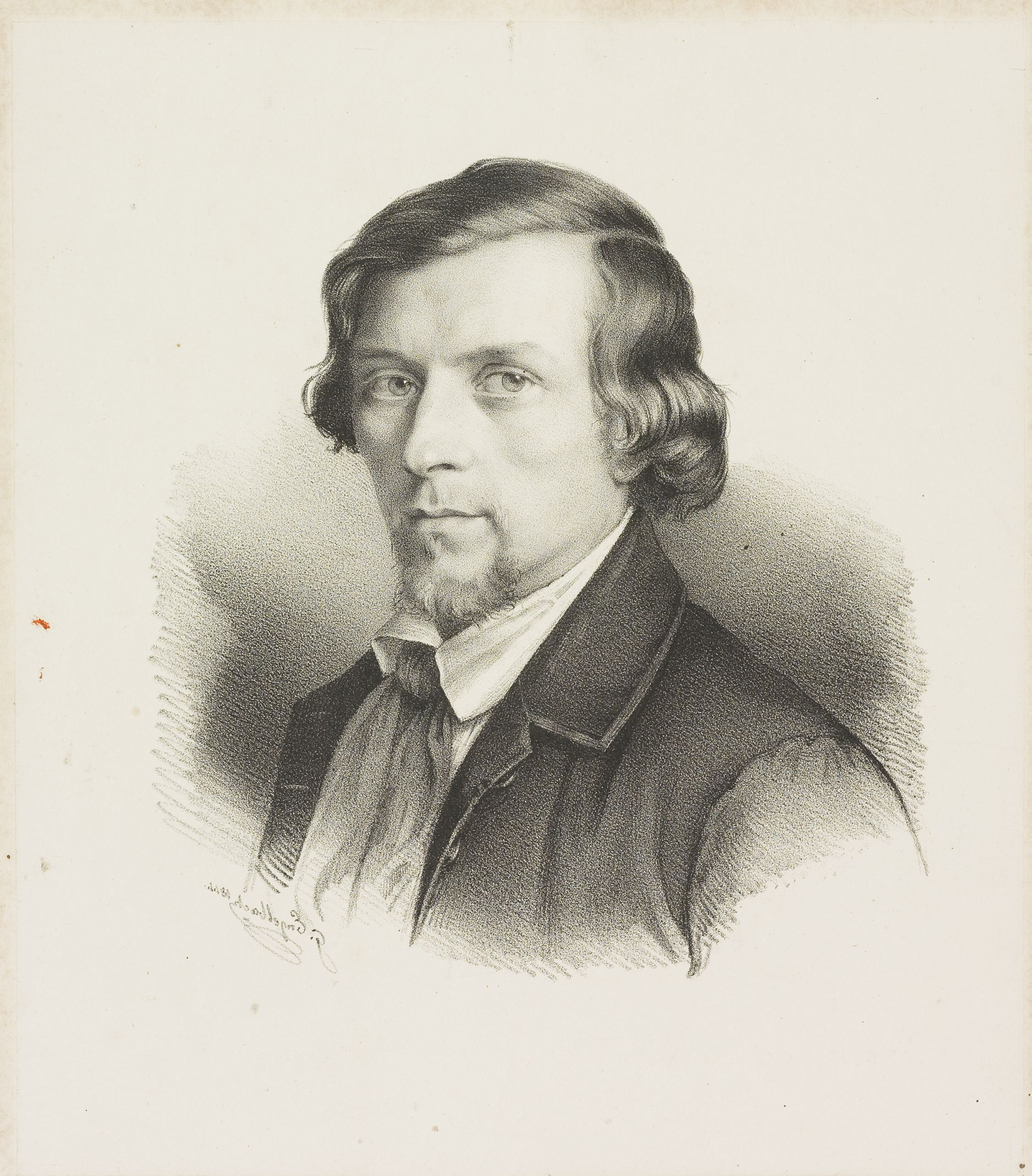
Georg Herwegh (1855)

Georg Friedrich Rudolph Theodor Herwegh (Stuttgart, 31 mei 1817 — Lichtental, 7 april 1875) was een Duits dichter uit de Vormärz. Herwegh dichtte onder meer het Bundeslied für den Allgemeinen Deutschen Arbeiterverein, met daarin de zin: "Alle Räder stehen still / Wenn dein starker Arm es will" - in het Nederlands bekend in de leus "Gansch het raderwerk staat stil, als uw machtige arm het wil".

## Leven
Herwegh was de zoon van een waard uit Stuttgart. Hij studeerde theologie in het Tübinger Stift, maar werd eruit gegooid na insubordinatie. Vervolgens leefde hij als vrij journalist en vertaler, en werkte mee aan Europa, een liberaal tijdschrift onder leiding van August Lehwald. Herwegh was een radicaal-democraat: in 1839 beledigde hij, als tegenstander van de dienstplicht, een officier en moest naar Zwitserland vluchten, waar hij in Emmishofen belandde. Aldaar schreef hij verhandelingen voor de Deutsche Volkshalle, en hij kwam in contact met werkliedenverenigingen. De publicatie, in 1841, van zijn politieke gedichtenbundel Gedichte eines Lebendigen was een nooit gezien succes: de gedichten zijn satirisch, opruiend en strijdvaardig, en waren de best verkopende gedichten uit die tijd. Herwegh genoot zowel financiële stabiliteit als de reputatie van een vernieuwend en wijd en zijd bejubeld lyricus. Een tweede deel van zijn Gedichte zou in 1843 volgen.
De revolutionaire Herwegh werd een ware vedette; zijn werk vormde een radicale breuk met de zelfgenoegzame gemoedelijkheid van de Biedermeier. In 1842 vatte hij een triomfantelijke reis door Duitsland aan, waar hij overal met veel egards ontvangen werd. Ook de koning van
Pruisen, Frederik Willem IV, ontving hem op audiëntie. Dit bezoek aan de koning viel onder de radicalen niet in goede aarde, omdat het als erkenning van het gezag werd beschouwd. Om zich in te dekken, schreef Herwegh een kritische open brief, die voor de koning een aanleiding vormde om Herwegh het land uit te zetten. Zijn gedichten werden in Pruisen verboden. In 1843 huwde hij met Emma Siegmund en verbleef een tijd in Parijs, waar hij onder andere contact maakte met Marx, Heine en Victor Hugo. In 1848 greep in Frankfurt een liberale revolutie plaats; Herwegh trad op als voorzitter van het comité van de Duitse revolutionairen en leidde een mars op Baden. De revolte mislukte echter en Herwegh moest opnieuw naar Zwitserland vluchten; de dichter werd het onderwerp van spot, hij leed financieel onder de zaak en was ontgoocheld in zijn idealen.
Tijdens zijn ballingschap in Zürich kwam hij in contact met Ferdinand Lasalle; hij steunde de Sozialdemokratische Arbeiterpartei en schreef het beroemd geworden Bundeslied für den Allgemeinen Deutschen Arbeiterverein, met daarin de zin: "Alle Räder stehen still / Wenn dein starker Arm es will" - in het Nederlands bekend als "Gansch het raderwerk staat stil, als uw machtige arm het wil" - gebruikt bij de Spoorwegstaking van 1903. In 1866 werd hem amnestie verleend: hij vestigde zich te Baden-Baden en werkte in zijn latere leven nog voor de Volksstaat, een sociaaldemocratische krant. Deze latere periode werd gekenmerkt door zware kritiek op Bismarck, die in 1870 en 1871 de Elzas en Lotharingen annexeerde. Hij stierf in Lichtental, thans deelgemeente van Baden-Baden.
Herweghs oeuvre is sterk politiek getint, en zijn gedichten zijn vrijwel steeds maatschappelijk geëngageerd; structureel zijn ze ogenschijnlijk eenvoudig, liggen gemakkelijk in het gehoor en doen sloganesk aan, maar in feite maakt hij van vele complexe ritmische patronen gebruik. De
keuze van zijn onderwerpen is bijwijlen opzettelijk tegendraads, zoals 'Het lied van de haat', waarin hij oppert dat er al veel te veel over liefde is geschreven en men er uiteindelijk weinig mee bereikt. Het werk is daardoor misschien enigszins gedateerd, maar is in wezen niet zo verschillend van de retoriek die Brecht later gebruikte om zijn ideeën kracht bij te zetten. Herwegh werd door sommigen meewarig als een salonsocialist bekeken, maar algemeen kreeg zijn lyriek in progressieve kringen een wijde resonantie. Van alle dichters uit de Vormärz is hij wellicht de sterkst politiek bevlogene.

## Werken
- 1841 Gedichte eines Lebendigen
- 1877 Neue Gedichte

- Bibsys: 90259154
- Biblioteca Nacional de España: XX1214628
- Bibliothèque nationale de France: cb124180039 (data)
- Catàleg d'autoritats de noms i títols de Catalunya: 981058516387306706
- CiNii: DA02640397
- Gemeinsame Normdatei: 118550128
- Historisch woordenboek van Zwitserland: 028117
- International Standard Name Identifier: 0000 0001 2134 2286
- Library of Congress Control Number: n80086574
- MusicBrainz: 49e1c923-b5b4-4e4b-a4cd-04c5afcb906b
- Bibliotheek van het Japanse parlement: 00620821
- Nationale Bibliotheek van Tsjechië: skuk0002974
- Nationale bibliotheek van Australië: 35190795
- Nationale Bibliotheek van Israël: 987007262789105171
- Nationale Bibliotheek van Polen: a0000001959097
- Nationale en Universitaire bibliotheek Zagreb: 000673491
- Nederlandse Thesaurus van Auteursnamen: 068386753
- Istituto Centrale per il Catalogo Unico: IEIV041042
- LIBRIS: 210343
- SNAC: w6r50k5n
- Système universitaire de documentation: 033299935
- Trove: 858464
- Virtual International Authority File: 56698500
- WorldCat: E39PBJmTtffBTyCf7YHtVMm8G3